# One More River to Cross
One More River to Cross, album av den amerikanska bluesrockgruppen Canned Heat från 1974. Före utgivningen av detta album hade gruppen upplevt några turbulenta år. Sångaren och kompositören Alan Wilson hade avlidit 1970 och därefter skedde flera medlemsbyten. Från 1973 bestod gruppen av Bob Hite (sång, munspel), Henry Vestine (gitarr) och Adolfo de la Parra trummor) samt Richard Hite (bas), Ed Beyer (keyboards) och James Shane (sång, gitarr). Efter det mindre framgångsrika albumet The New Age förlorade gruppen sitt skivkontrakt med Liberty. Atlantic beslutade sig dock för att ge gruppen en chans. Inspelningen av One More River to Cross skedde vid Muscle Shoals Sound Studio i Alabama i september 1973. Slutresultatet blev ett album där gruppen distanserade sig från den djupa förankringen i den rena bluesen, som var utmärkande för storhetstiden med Alan Wilson. I stället experimenterade bandet med musikstilar som soul och funk, låt vara att bluesprägeln fortfarande var stor. Nytt var också att en hornsektion medverkade: Harrison Calloway (trumpet), Charles Rose (trombon), Ronnie Eades (barytonsax) och Harvey Thompson (tenorsax). Kritiken var sval och samarbetet mellan gruppen och skivbolaget Atlantic avslutades efter albumet. Inte långt därefter lämnade James Shane och Ed Beyer gruppen för gott.

## Låtar på albumet
1. One More River to Cross  (D. Moore)  3:05
2. L.A. Town  (Richard Hite, Bob Hite, Skip Taylor)  3:25
3. I Need Someone (Bob Hite)  4:53
4. Bagful of Boogie  (James Shane, Ed Beyer, Richard Hite, Adolfo de la Parra)  3:32
5. I'm a Hog for You, Babe  (Jerry Leiber, Mike Stoller)  2:39
6. Shake, Rattle and Roll  (Charles E. Calhoun)  2:30
7. Bright Times are Comin' (Richard Hite, Ed Beyer, Skip Taylor)  3:10
8. Highway 401 (Richard Hite, de la Parra, Skip Taylor)  3:51
9. We Remember Fats  (A. Domino, D. Bartholomew, A. Lewis)  5:10